# São José (Santa Catarina)
Pour les articles homonymes, voir São José.
São José est une ville du Brésil de l'État de Santa Catarina. Elle se situe dans la région métropolitaine de Florianópolis, les deux villes étant contigües. Elle compte près de 200 000 habitants.
Elle se situe notamment à côté de Palhoça et Biguaçu, de part et d'autre de la zone urbaine. La frontière avec Palhoça est marqué par la rivière Imaruim.

## Histoire
En 1750, 182 açoriens arrivent à Desterro, ancien nom de la capitale Florianópolis, qui fonderont plus tard São José da Terra Firme, aujourd'hui simplement nommée São José, une des villes les plus anciennes de Santa Catarina.
En 1755, elle possédait déjà une église et un vicaire, José Antônio da Silveira, construite à l'endroit où se trouve actuellement l'église principale de la municipalité.
São José reçut le titre de freguesia dès 1756. Pour étudier le potentiel de cette freguesia, dont les limites allaient jusqu'à Lages, le vice-roi Luiz de Vasconcelos e Sousa ordonna en 1787 au gouverneur de la province de l'époque, José Pereira Pinto d'envoyer une mission. Cette tâche fut confiée au militaire Antônio José da Costa qui commença la reconnaissance des terres aux alentours. En 1797, la ville comptait déjà 2 079 habitants, y compris les esclaves. Ce fut en 1833 que São José passa de la catégorie de freguesia à celle de vila. Enfin, le 4 mai, São José devint un município à part entière. São José reçut la visite impériale de Pierre II et son épouse Thérèse-Christine en 1845.

## Géographie
São José se situe à une latitude de 27° 36' 54" sud et à une longitude de 48° 37' 40" ouest, à une altitude de 8 mètres.
Sa population était de 210 513 habitants au recensement de 2010. La municipalité s'étend sur 113 km2.
São José est contiguë à la portion continentale de la ville Florianópolis. Elle est baignée par la baie Nord et la baie Sud, séparant l'île de Santa Catarina du continent. Elle est traversée par la route nationale BR-101, partie de la route panaméricaine, qui relie Rio de Janeiro et São Paulo à la capitale du Rio Grande do Sul, Porto Alegre.
La ville est séparée de Florianópolis, au sud, par le rio Araújo et au nord-ouest par le rio Büchler. Au nord, elle est limitée par Biguaçu et au sud par Palhoça. À l'ouest de São José, on trouve São Pedro de Alcântara, qui fut démembré de São José en 1994.
La majeure partie de la population est d'ascendance açorienne, mais on trouve également des descendants d'immigrants allemands, polonais, espagnols, etc.
Elle fait partie de la microrégion de Florianópolis, dans la mésorégion du Grand Florianópolis.

## Enseignement supérieur
São José abrite un campus de l'université de la vallée de l'Itajaí.

## Administration
La municipalité est constituée de trois districts :
- São José (siège du pouvoir municipal) ;
- Barreiros ;
- Campinas.

## Villes voisines
São José est voisine des municipalités (municípios) suivantes :
- Florianópolis
- Palhoça
- Santo Amaro da Imperatriz
- São Pedro de Alcântara
- Antônio Carlos
- Biguaçu